# Stephen Frears
Stephen Frears (Leicester, 20 juni 1941) is een Brits filmregisseur.

## Filmografie

### Films
- Gumshoe (1971)
- Bloody Kids (1979)
- The Hit (1984)
- My Beautiful Laundrette (1985)
- Prick Up Your Ears (1987)
- Mr Jolly Lives Next Door (1987)
- Sammy and Rosie Get Laid (1987)
- Dangerous Liaisons (1988)
- The Grifters (1990)
- Hero (1992)
- The Snapper (1993)
- Mary Reilly (1996)
- The Van (1996)
- The Hi-Lo Country (1998)
- High Fidelity (2000)
- Liam (2000)
- Dirty Pretty Things (2002)
- Mrs. Henderson Presents (2005)
- The Queen (2006)
- Chéri (2009)
- Tamara Drewe (2010)
- Lay the Favorite (2012)
- Philomena (2013)
- Florence Foster Jenkins (2016)
- Victoria & Abdul (2017)

### Televisie
- Afternoon Off (1979)
- Walter and June (1983)
- Saigon: Year of the Cat (1983)
- December Flower (1984)
- The Snapper (1993)
- Fail Safe (2000)
- The Deal (2003)
- A Very English Scandal (2018)